# Remember Two Things
Remember Two Things è un album della Dave Matthews Band, pubblicato nel 1993 come autoprodotto.  È stato ripubblicato dalla RCA il 24 giugno, 1997. Quest'album è conosciuto su Internet con l'acronimo "R2T". La copertina dell'album è un'auto-stereogramma e, focalizzandolo con la corretta inclinazione, è possibile vedere una mano con il segno di "peace" (dita "a V").

## Il disco
"I'll Back You Up" è la prima canzone in assoluto che la band ha completato.
Jane è la sorella minore di Dave Matthews, e "La canzone che piace a Jane" è dedicata a lei.
Le prime sei tracce sono registrazioni live della band. Minarets e Seek Up sono invece registrazioni in studio mentre I'll Back You Up e Christmas Song sono registrazioni live di Dave Matthews & Tim Reynolds.

## Tracce
Tutte le canzoni sono scritte da David J. Matthews, le eccezioni sono segnalate.
1. "Ants Marching" – 6:08
2. "Tripping Billies" – 4:49
3. "Recently" – 8:41
4. "Satellite" – 5:01
5. "One Sweet World" – 5:18
6. "The Song That Jane Likes" (Matthews, Mark Roebuck) – 3:33
7. "Minarets" – 4:22
8. "Seek Up" – 7:20
9. "I'll Back You Up" – 4:26
10. "Christmas Song" – 5:34

Successiva a "Christmas Song", nella traccia 10 è presente un outro di "Seek Up", seguito a sua volta da suoni "ambient" di una tempesta e dal cicalio di alcuni grilli.

## Musicisti
The Dave Matthews Band
- David Matthews - Chitarra, voce
- Carter Beauford - Batteria (strumento musicale), voce
- Stefan Lessard - basso
- Leroi Moore - fiati, backvocals
- Boyd Tinsley - violino, backvocals

Altri musicisti
- Greg Howard - Chapman Stick, sintetizzatore e percussioni campionate in "Minarets"
- Tim Reynolds - chitarra in "Minarets", "Seek Up", "I'll Back You Up", e "Christmas Song"